# Hôtel du Gouvernement (Îles Vierges des États-Unis)
Pour les articles homonymes, voir Government House.
L'hôtel du Gouvernement est la résidence officielle du gouverneur des îles Vierges des États-Unis située à Christiansted. Ce bâtiment est l'une des plus grandes résidences de gouverneur dans les Petites Antilles. L'actuel gouverneur est Albert Bryan.

## Historique
L'hôtel du Gouvernement se compose de trois bâtiments autour d’une cour. Le bâtiment le plus ancien, l'aile Schopen, a été achevé en 1747. La construction de l'aile Sobotker a été terminée en 1797 tandis que la nouvelle cour a remplacé les bâtiments antérieurs à la fin du XIXe siècle. Le bâtiment sert de bureau officiel au gouverneur des îles Vierges des États-Unis et abrite également le centre des visiteurs du ministère du Tourisme.
À l'intérieur se trouvent des reproductions du mobilier d'origine. Ces meubles étaient un cadeau du gouvernement danois qui avait emporté les originaux avec eux lors de leur départ en 1917. En 1871, la capitale des Antilles danoises fut transférée à Charlotte-Amélie mais elle continua à servir de bâtiment gouvernemental. Le bâtiment était à l’origine le site d’une maison de marchand danois qui a été adjointe à d'autres habitations pour former la structure actuelle.

## Architecture

### Architecture extérieure
Elle combine des éléments d'architecture néoclassique et baroque.